# Anđelo Šetka
Pour les articles homonymes, voir Petkovic.
Anđelo Šetka, né le 14 septembre 1985 à Split, est un poloïste international croate.

## Palmarès

### En sélection
- Croatie
  - Jeux olympiques :
    - Médaille d'argent : 2016.

  - Championnat du monde :
    - Finaliste : 2015.
    - Troisième : 2013.

  - Jeux méditerranéens :
    - Vainqueur : 2013.